# Place Fell
Place Fell är en kulle i Storbritannien.   Den ligger i grevskapet Cumbria och riksdelen England, i den centrala delen av landet, 400 km nordväst om huvudstaden London. Toppen på Place Fell är 657 meter över havet, eller 258 meter över den omgivande terrängen. Bredden vid basen är 2,8 km. Place Fell ligger vid sjön Ullswater.
Terrängen runt Place Fell är huvudsakligen kuperad.Runt Place Fell är det ganska tätbefolkat, med 60 invånare per kvadratkilometer. Närmaste större samhälle är Penrith, 17,1 km nordost om Place Fell. Trakten runt Place Fell består i huvudsak av gräsmarker.